# Invasione anno zero
Invasione anno zero (Worldwar: In the Balance) è un romanzo di fantascienza ucronica di Harry Turtledove del 1994 che costituisce la prima parte del Ciclo dell'invasione (Worldwar).

## Trama
Nel tardo 1941, mentre imperversa la Seconda guerra mondiale, una flotta di astronavi arriva sulla Terra da un pianeta alieno conquistarla. Sia le potenze dell'Asse sia gli Alleati sono prese alla sprovvista: gli umani devono creare una difficile alleanza tra loro dimenticando il conflitto in corso mentre gli alieni, che si definiscono "La Razza", scoprono che il loro nemico è molto più aggressivo e tecnologicamente avanzato di quanto credevano.
Dopo l'arrivo nel Sistema Solare, il personale strettamente essenziale della Flotta di conquista era stato risvegliato dal Sonno Freddo dopo un viaggio di venti anni da Tau Ceti II. Il Signore di Flotta Atvar è impegnato a terminare i preparativi finali per l'invasione della Terra, aspettandosi una rapida vittoria sugli esseri primitivi che popolano il Pianeta. È interrotto da un ufficiale delle comunicazioni che gli annuncia che segnali radio sono emessi dalla Terra. Atvar rifiuta di credere alla notizia, visto che le ultime notizie, ottenute da una sonda che ha visitato la Terra nel XII secolo, indicano che gli abitanti sono una specie preindustriale.
La Flotta di Conquista raggiunge l'orbita terrestre nel dicembre del 1941 ed inizia a sondare il Pianeta. Sono stupiti di trovare che nel lasso di tempo di soli 800 anni, gli abitanti si sono evoluti da una primitiva società agricola ad una civiltà industriale. La tecnologia della Razza è cambiata profondamente solo in più di 50.000 anni ed altre specie intelligenti conosciute sono similmente lente nell'evoluzione.
Dopo sei mesi di raccolta di informazioni, nel maggio del 1942 Atvar si consulta con Kirel, il Signore di Nave dell'ammiraglia, Imperatore Hetto 127º, della Flotta di Conquista. Le truppe sono state risvegliate dal sonno freddo e sono pronte ad intraprendere le operazioni militari. È tuttavia nei poteri di Atvar di rinunciare all'invasione. Non volendo rinunciare all'attacco e presentarsi dall'Imperatore con il suo fallimento, Atvar ordina che l'assalto abbia inizio. In breve La Razza fa detonare alcune bombe atomiche nell'Atmosfera terrestre per annientare le comunicazioni umane. L'attacco ha così inizio.
Nella notte del 30 maggio, solamente poche ore dopo aver fatto detonare la bomba atomica, le forze della Razza attaccano gli aeroporti umani ed i veicoli di terra attorno alle zone di atterraggio. La Razza, nel frattempo, stabilisce delle basi in ogni continente, eccetto che nell'Antartide.
Il Sud America e l'Africa sono sopraffatti quasi immediatamente. Le basi di atterraggio in Florida, Illinois, Idaho e New York provocano ondate di panico e caos negli Stati Uniti. Le forze della Razza stabiliscono una base in Polonia, tagliando la Germania fuori dal grosso delle sue forze nell'Unione Sovietica che cercano di rimettersi in marcia verso ovest per ricongiungersi con la Madrepatria. Le Forze Aeree Inglesi sono spazzate via dalle basi aliene in Spagna e Francia. L'Unione Sovietica deve avere a che fare con fortezze nemiche in Ucraina, Mongolia e Siberia. Dovunque, l'umanità è costretta ad indietreggiare di fronte a nemici che sembrano inarrestabili.
Mentre le Ostilità tra Asse ed Alleati finiscono quasi immediatamente, questo è un risultato di un bisogno militare piuttosto che un segno di genuina cooperazione. Con le forze della Razza che cercano di portare le Armate umane alla sottomissione, nessuna risorsa può essere sprecata per le rivalità tra le varie nazioni.
La realtà sconvolgente del nuovo bilanciamento della forza è enfatizzata dal fatto che, nei primi giorni della battaglia, solo la Germania Nazista è capace di affrontare gli alieni con qualche possibilità di successo. Poiché la Germania è stata in guerra più a lungo che tutte le altre maggiori potenze e poiché ha una specifica economia di guerra, questa è semplicemente la conseguenza più logica. Ma gli Americani sono nauseati dall'idea di combattere sullo stesso fronte di Hitler, mentre i Sovietici non sono sicuri di potersi fidare dei tedeschi, anche in caso di un attacco alieno.
Dopo l'assalto iniziale, le truppe della Razza hanno una battuta di arresto. Non è tanto la resistenza umana che li trattiene dall'avanzare, quanto la loro tendenza a vagliare le opzioni prima di agire. L'umanità approfitta di questo contrattempo per organizzare contrattacchi localizzati, che falliscono quasi completamente. Grazie a questa sconfitta, comunque, l'umanità scopre che La Razza manca di iniziativa tattica e che può essere facilmente portata a cadere in trappola. La loro tecnologia avanzata, tuttavia, rende difficile approfittare di questa debolezza. La Razza scopre anche che le detonazioni atomiche orbitali hanno avuto scarsi effetti sulle forze militari umane. Si pensava che l'impulso elettro magnetico potesse annullare qualsiasi tecnologia avanzata che gli umani avessero avuto, ma presto hanno capito che gli umani non possedevano ancora i chip di computer di silicio. Quasi tutta l'elettronica umana, come le radio, usa le valvole, che sono meno efficienti ma più resistenti all'interferenza elettromagnetica.
Hitler si avvantaggia ordinando ad un'unità di artiglieria in Ucraina di attaccare una base aliena usando un cannone montato su rotaie. La batteria tedesca riesce a distruggere due astronavi della Razza (la Imperatore Sohrheb 67º e la Imperatore Jossano 56º), di cui una porta l'arsenale atomico della Razza. L'esplosione che ne risulta, manda pezzi di uranio in una vasta area circostante. I partigiani Sovietici si accorgono della cura con la quale la razza si accinge a recuperare lo strano materiale.
Da un'altra parte, in Ucraina, il Maggiore Heinreich Jäger si appresta a distruggere un carrarmato alieno, ma al costo della sua intera compagnia di Panzer. Scappando dalla battaglia, incappa nel Tenente Ludmila Gorbunova che lo riporta in volo nell'aeroporto dove lei è di servizio. Da lì, Jäger è mandato a Mosca dove passa alcune settimane come ospite del governo Sovietico – né come prigioniero ufficiale né come alleato. Alla fine, gli si chiede di prendere parte ad un'azione combinata Russo-tedesca in Ucraina finalizzata al recupero di parte dell'uranio.
La banda creata per l'occasione da partigiani sovietici e da soldati tedeschi sbandati, trafuga un carico di uranio che la Razza cerca di recuperare dopo l'esplosione delle astronavi. Seguendo poi gli accordi concordati, si divide il carico in due parti che seguono due strade differenti. A Jäger è dato un cavallo ed è costretto ad attraversare la steppa ucraina e passare attraverso il territorio polacco, occupato dai rettili, per giungere in Germania con il prezioso metallo. In un punto tra le città di Černobyl' e Hrubieszów, alcuni partigiani ebrei gli tendono un'imboscata. Sebbene nominalmente alleati della Razza, riconoscono il giogo con cui essa vuole imbrigliare all'umanità. I partigiani requisiscono metà dell'uranio in possesso di Jäger e gli permettono di tornare in Germania, quindi mandano l'uranio in loro possesso in Inghilterra da dove è imbarcato alla volta degli Stati Uniti.
Dopo il suo arrivo in Germania, Jäger è promosso Colonnello in una cerimonia tenuta a Berchtesgaden, il rifugio bavarese di Hitler. Mentre Jäger si gode il meritato riposo, arriva Molotov per consultarsi con Hitler sulla condotta della guerra. L'ambasciatore sovietico è portato in volo in Baviera dalla Tenente Ludmila Gorbunova, per la sorpresa di Jäger. Il rapporto tra Heinrich e Ludmila si rafforza durante il poco tempo passato assieme.
Per cercare di ridurre la resistenza umana, Atvar ordina di usare armi atomiche su Washington e Berlino, sperando che questo possa persuadere gli americani ed i tedeschi ad arrendersi.
Berlino è la prima città ad essere colpita, in parte come rappresaglia per la distruzione delle astronavi della Razza in Ucraina. Mentre Atvar si rifiuta di portare il disastro nucleare su tutto il territorio umano, principalmente perché il pianeta ha così poca terra rispetto ai mari, vede la dimostrazione di potenza come necessaria poiché la Germania schiera la più forte armata umana. La Razza ha meno scrupoli nel bombardare Washington D.C. perché è un centro amministrativo e delle comunicazioni, con poche industrie e risorse commerciali. Inoltre Atvar sa che il fallout radioattivo verrà per la maggior parte riversato in mare, con poche conseguenze sulla terra. Invece di rompere la resistenza umana, gli attacchi rafforzano le intenzioni delle nazioni a combattere sempre più forte ed aumentano la loro determinazione nello sviluppare armi atomiche.
Nel frattempo, negli Stati Uniti, Jens Larssen è costretto a viaggiare fino a White Sulphur Springs, nella Virginia Occidentale dove il governo degli Stati Uniti ha una capitale temporanea dopo aver perso Washington D.C.. Larssen comunica al Capo di Stato Maggiore, generale George C. Marshall, che l'esercito statunitense deve difendere Chicago a tutti i costi poiché ai Metallurgical Laboratory dell'Università si cerca di carpire il segreto dell'atomo, che può essere l'unico mezzo dell'umanità di sconfiggere la Razza. Marshall assicura che tenere Chicago è il punto chiave della strategia dell'esercito statunitense, e così Larssen si rimette sulla sua strada di ritorno per l'Università di Chicago.
Sulla strada del ritorno, Larssen scopre che la Razza ha conquistato la maggior parte dell'Ohio e dell'Indiana. Con cautela passa attraverso le linee nemiche finché non si imbatte nelle truppe statunitensi. Spiega loro che è un fisico impegnato in affari importanti per ordine del governo. Dopo molti interrogatori, a Larssen è concesso un incontro con il generale George S. Patton che gli comunica che l'esercito è impegnato in una grande azione per tenere fuori la Razza da Chicago. Poiché Larssen è di così vitale importanza per le sorti della guerra, e a causa dei pericoli che possono accadere, Patton si rifiuta di farlo continuare verso Chicago fino a che l'esercito non ha reso difendibile la città.
Quando l'inverno del 1942 inizia, gli attacchi della Razza perdono di forza. Sono completamente impreparati al tipo di tempo invernale che trovano sulla Terra. Sul loro pianeta madre, la neve è estremamente rara al di fuori dei laboratori scientifici, e la maggior parte dei loro territori sono deserti sabbiosi. Non appena la prima tempesta di neve colpisce l'Illinois, un gruppo di caccia e bombardieri, tenuto in serbo per situazioni critiche, si getta sulle posizioni della Razza nell'Indiana Occidentale e nel Wisconsin Meridionale. Segue un massiccio fuoco d'artiglieria. Per ultimo, la fanteria statunitense ed i gruppi di carrarmati sotto il comando di Patton nell'Est e del generale Omar Bradley nel Nord, si muovono verso il loro obbiettivo: Bloomington, nell'Illinois. Sebbene i carrarmati Sherman degli umani ed i caccia P-51 Mustang non siano all'altezza di quelli della Razza, le forze aliene sono travolte dal grande numero di avversari e dalle condizioni atmosferiche così rigide, tanto che devono ritirarsi. Le truppe statunitensi si muovono fino ad accerchiare alcune formazioni della Razza più lente e distruggerle. L'umanità ottiene il suo primo grande successo contro la minaccia venuta dalle stelle.
Quando la controffensiva umana ha successo nel liberare la maggior parte dell'Illinois Settentrionale, il Signore di Flotta Atvar e Kirel il Signore di Nave dell'Ammiraglia, riflettono sui progressi della guerra. Quando l'invasione era iniziata, erano convinti che la loro superiorità tecnologica avrebbe garantito loro una vittoria anche a dispetto dell'esteso potere industriale umano. Mentre si erano impegnati a sottomettere Sud America, Africa ed Australia, la Razza deve ancora affrontare la resistenza del Nord America, Europa ed Asia sei mesi dopo che l'attacco è iniziato. Visto che gli attacchi non si fermano, le armi più avanzate della Razza, come missili teleguidati, razzi anti-panzer, carrarmati, caccia ed elicotteri, sono distrutti in grande numero. Mentre le armi più semplici, come fucili, proiettili, cariche per l'artiglieria e mortai, possono essere prodotte nelle industrie umane catturate, e ciò porta il divario tra la tecnologia aliena e quella umana a colmarsi. Atvar è informato dagli addetti alla sicurezza che i veicoli umani funzionano usando il petrolio per il carburante e che colpendo le raffinerie si può diminuire la loro efficienza in combattimento. Atvar ordina un attacco aereo sulle raffinerie di Ploiești in Romania, ma il raid ottiene un successo limitato.
Quando il 1942 è in procinto di finire e Patton e Bradley conducono le loro forze su Bloomington, Jens Larssen arriva a Chicago giusto per scoprire la città in rovina. Si apre una strada tra le macerie, incontrando una popolazione civile quasi alla disperazione, e si dirige all'Università di Chicago. Lì, Larssen è informato dal custode che il Metallurgical Laboratory ha evacuato il campus e si è spostato a Denver. Così come la guerra, anche il viaggio di Larssen deve andare avanti.

## Personaggi
Tutti i personaggi del romanzo sono legati uno all'altro da un filo conduttore di conoscenze in comune.
Umani
- Sam Yager: l'unico personaggio umano che è protagonista dall'inizio del ciclo dell'invasione alla fine del ciclo della colonizzazione. Giocatore dei Decatur Commodores, si arruola nell'esercito americano dopo l'invasione aliena. La sua passione per la fantascienza gli permette di essere assegnato a due rettili PDG di cui diventerà il traduttore e sorvegliante speciale. Aggregatosi al Metallurgical Laboratory di Chicago, aiuta gli scienziati ad interrogare i prigionieri della Razza sui misteri dell'atomo. Si innamora di Barbara Larssen, moglie del fisico Jens Larssen durante il viaggio per Denver.

- Heinrich Jäger: uno dei protagonisti del ciclo dell'invasione. Ufficiale della Wehrmacht, combatte dapprima contro i sovietici sul fronte russo, poi assieme a loro contro la Razza quando invade il pianeta. Inizia a dubitare della bontà del regime che serve quando si interroga sui massacri degli ebrei perpetuati dalla mano delle SS. È a capo di un'unità di Panzer, ma combatte a fianco di Otto Skorzeny per recuperare il metallo fuoriuscito dalle astronavi aliene. Si innamora della tenente Ludmila Gorbunova.

- Ludmila Gorbuova: una dei protagonisti del ciclo dell'invasione, ma farà la sua comparsa anche nel ciclo della colonizzazione. Pilota delle forze aeree russe a bordo di un kukuruznik, combatte prima contro i tedeschi poi contro i rettili. Membro deciso del Partito Comunista, non dubita mai delle scelte del compagno Stalin. Incontra il maggiore Heinrich Jäger di cui si innamora.

- Mordechai Anielewicz: personaggio storico realmente esistito, è capo dei partigiani ebrei in Polonia. Lavora a fianco di Moishe Russie, considerando con il tempo la loro cooperazione come un lavoro di squadra. Vive una profonda angoscia dalla sua posizione di dover collaborare con la Razza che vuole dominare tutta l'umanità. Più volte, infatti, collaborerà a danno di questa con le potenze libere dell'umanità.

- Moishe Russie: Ebreo nel ghetto di Varsavia. Crede di aver ricevuto segnali da Dio che gli annunciano la liberazione del suo popolo. Prima felice di essere liberato dalla Razza, capisce in seguito di aver cambiato solo padrone. Con l'aiuto di Anielewicz scappa da Varsavia con la sua famiglia.

- Liu Han: giovane contadina cinese, è presa prigioniera dalla Razza e costretta a prostituirsi in un'astronave pur di ricevere cibo. Gli alieni vogliono studiare in questo modo le abitudini sessuali degli umani, poiché sembra essere questa la grande differenza tra gli abitanti di Tosev III (nome dato da loro alla Terra) e tutti i popoli sotto il dominio benevolo dell'Imperatore.

La Razza
- Atvar: Signore della Flotta di conquista, vive il conflitto di non riuscire a portare a termine la missione affidatagli dall'Imperatore. Rifiuta di usare l'arsenale atomico su Tosev III e si affida, dapprima incondizionatamente, poi senza molte speranze, al potenziale tecnologico della razza.

- Straha: signore di Nave della Imperatore Yower 206°. Troppo impetuoso per gli standard della Razza, e comunque troppo conservatore per i toseviti, spinge senza successo il Signore di Flotta Atvar ad annientare la resistenza tosevita con ogni mezzo. Terzo nella scala gerarchica, è diretto avversario di Kirel, Signore di Nave della Nave Ammiraglia Imperatore Hetto 127°.

- Ttomalss: sarà un personaggio importante sia nel ciclo dell'invasione che nel ciclo della colonizzazione. Psicologo, diventa con il tempo il più grande esperto di Grossi brutti (soprannome per gli umani). Studia la tosevita Liu Han.

- Drefsab: Addetto ai servizi segreti di Atvar, cade vittima dell'assuefazione di una droga tosevita conosciuta agli umani come zenzero. Perspicace e reattivo, cerca di eliminare lo spaccio di questa droga tra i maschi della Razza.

## Edizioni
- (EN) Harry Turtledove, Worldwar: In the Balance, Del Rey Books, 1994, ISBN 0-345-38241-2. Ospitato su Internet Archive.
- Harry Turtledove, Invasione: Anno Zero, collana Narrativa Nord, traduzione di Gianluigi Zuddas, n. 57, Editrice Nord, 1995, ISBN 88-429-0873-8.
- Harry Turtledove, Invasione Anno Zero, collana TEADue, traduzione di Gianluigi Zuddas, n. 1147, Editori Associati, 2004, ISBN 88-502-0541-4.

Altre lingue
- (RU)  Флот вторжения ("Flotta d'invasione"), 2003